# الدوري الإيراني الدرجة الثانية 1998–99
الدوري الإيراني الدرجة الثانية 1998–99 هو موسم من الدوري الإيراني الدرجة الثانية. فاز فيه نادي بهمن كرج.